# Barranc del Mas d'en Baconer
El barranc del Mas d'en Baconer és un barranc de la Ribera d'Ebre, que desemboca al barranc de Forcall.